# Izeaux
Izeaux är en kommun i departementet Isère i regionen Auvergne-Rhône-Alpes i sydöstra Frankrike. Kommunen ligger i kantonen Rives som tillhör arrondissementet Grenoble. År 2022 hade Izeaux 2 138 invånare.

## Befolkningsutveckling
Antalet invånare i kommunen Izeaux
Referens:INSEE